# Georges Brunschvig

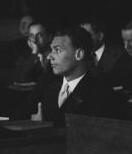
Georges Brunschvig

George Brunschvig (nascido no 21 de fevereiro de 1908 em Berna e falecido no dia 14 de outubro de 1973 na mesma cidade) foi um advogado suíço e presidente da Federação Suíça de Comunidades Judaicas de 1946 a 1973.

## Biografia
Nascido em uma família de "criadores de cavalos", ele estudou direito na Universidade de Berna e passou os exames em 1933. Em 1934, ele encontrou um trabalho como advogado num escritório na mesma cidade. Mais tarde, ele se casou com sua namorada de infância, Odette Wyler, com quem teve duas filhas.
Entre 1933 e 1937, ele representa a Federação Suíça de Comunidades judaica e a comunidade judaica de Berna no(s) "Processos de Berna", processo que ele ganha; isso lhe permite proibir a publicação dos "Protocolos dos Sábios de Sion, escrito considerado como imoral, obsceno e brutal; conseguiu também provar a falsidade desse "Protocolo"
Ele ajudou, entre outros casos, na defesa de David Frankfurter (1943), Maria Popescu (entre 1946 e 1955), Max Ulrich (1957), Ben-Gal (1963) e Mordechai Rachamim em 1969.
Em 1946, George Brunschvig foi eleito presidente da Federação Suíça de Comunidades Judaicas, uma função que ocupou até sua morte. Como tal, defendeu os interesses de Israel na Suíça.